# Шукрути
Шукрути (груз. შუქრუთი) — село в Грузии, на территории Чиатурского муниципалитета края (мхаре) Имеретия.

## География
Село находится на западе центральной части Грузии, на левом берегу реки Квирилы, на расстоянии 6 километров к юго-востоку от города Чиатура, административного центра муниципалитета. Абсолютная высота — 702 метра над уровнем моря.

## Население
По результатам официальной переписи населения 2014 года, в Шукрути проживало 559 человек (260 мужчин и 299 женщин). В национальной структуре населения грузины составляли 100 %.
| Год  | Население, человек |
| ---- | ------------------ |
| 2002 | 979                |
| 2014 | ↘ 559              |